# Hurudi, Sakleshpur
Hurudi là một làng thuộc tehsil Sakleshpur, huyện Hassan, bang Karnataka, Ấn Độ.